# Rabodo de Klettgau
Rabodo, Conde de Klettgau (em latim: Rabodus; c. 985 – 1045), foi conde do condado de Klettgau no Alto Reno, na Suábia. Foi um dos progenitores da dinastia Habsburgo e escolheu nomear sua fortaleza como Habsburgo.
Provavelmente era o segundo filho de Lanzelino de Klettgau (filho de Guntrão, Conde de Breisgau) e irmão mais novo do bispo Verner I de Estrasburgo. Em 1010, se casou com Ida (antes de 979–1035), filha do duque Frederico I da Lorena e Beatriz de França. Seu filho foi chamado Verner I, Conde de Klettgau. Rabodo construiu o Castelo de Habsburgo e, em 1027, fundou a Abadia de Muri, que foi desenvolvida por monges beneditinos descendentes da Abadia de Einsiedeln.